# Une Seule Nuit
Une Seule Nuit (Een Enkele Nacht) is het volkslied van Burkina Faso. Het volkslied is geschreven in het Frans door Thomas Sankara. Het volkslied werd aangesteld in 1984.

## Tekst
Contre la férule humiliante il y a déjà mille ans, 

La rapacité venue de loin les asservir il y a cent ans.

Contre la cynique malice métamorphosée

En néocolonialisme et ses petits servants locaux

Beaucoup flanchèrent et certains résistèrent.

Mais les échecs, les succès, la sueur, le sang

Ont fortifié notre peuple courageux et fertilisé sa lutte héroïque.
REFREIN:

Et une seule nuit a rassemblée en elle

L'histoire de tout un peuple.

Et une seule nuit a déclenché sa marche triomphale

Vers l'horizon du bonheur.

Une seule nuit a réconcilié notre peuple

Avec tous les peuples du monde,

A la conquête de la liberté et du progrès

La patrie ou la mort, nous vaincrons.
Nourris à la source vive de la Révolution.

Les engagés volontaires de la liberté et de la paix

Dans l'énergie nocturne et salutaire du 4 août

N'avaient pas que les armes à la main, mais aussi et surtout

La flamme au coeur pour légitimement libérer

Le Faso à jamais des fers de tous ceux qui

Çà et, là en polluaient l'âme sacrée de l'indépendance, de la souveraineté.
REFREIN
Et séant désormais en sa dignité recouvrée

L'amour et l'honneur en partage avec l'humanité,

Le peuple du Burkina chante un hymne à la victoire,

A la gloire du travail libérateur, émancipateur.

A bas l'exploitation de l'homme par l'homme!

Hé en avant pour le bonheur de tout homme,

Par tous les hommes aujourd'hui et demain, par tous les hommes ici et pour toujours!
REFREIN
Révolution populaire notre sève nourricière.

Maternité immortelle du progrès à visage d'homme.

Foyer éternel de démocratie consensuelle,

Où enfin l'identité nationale a droit de cité,

Où pour toujours l'injustice perd ses quartiers,

Et où, des mains des bâtisseurs d'un monde radieux

Mûrissent partout les moissons de vœux patriotiques, brillent les soleils infinis de joie.
REFREIN
Onafhankelijke staten: Algerije · Angola · Benin · Botswana · Burkina Faso · Burundi · Centraal-Afrikaanse Republiek · Comoren · Congo-Brazzaville · Congo-Kinshasa · Djibouti · Egypte · Equatoriaal-Guinea · Eritrea · Ethiopië · Gabon · Gambia · Ghana · Guinee · Guinee-Bissau · Ivoorkust · Kaapverdië · Kameroen · Kenia · Lesotho · Liberia · Libië · Madagaskar · Malawi · Mali · Marokko · Mauritanië · Mauritius · Marokko · Mozambique · Namibië · Niger · Nigeria · Oeganda · Rwanda · Sao Tomé en Principe · Senegal · Seychellen · Sierra Leone · Somalië · Soedan · Swaziland · Tanzania · Tsjaad · Togo · Tunesië · Zambia · Zimbabwe · Zuid-Afrika · Zuid-Soedan
Niet algemeen erkende landen: Somaliland · Westelijke Sahara
Afhankelijke gebieden: Mayotte · Réunion (onofficieel) · Saint Helena, Ascension and Tristan da Cunha (onofficieel)